# Lung Cancer
Lung Cancer is een internationaal, aan collegiale toetsing onderworpen wetenschappelijk tijdschrift op het gebied van de oncologie. Het wordt uitgegeven door Elsevier namens de International Association for the Study of Lung Cancer en verschijnt maandelijks. Het eerste nummer verscheen in 1985.